# Annette Klussmann-Kolb

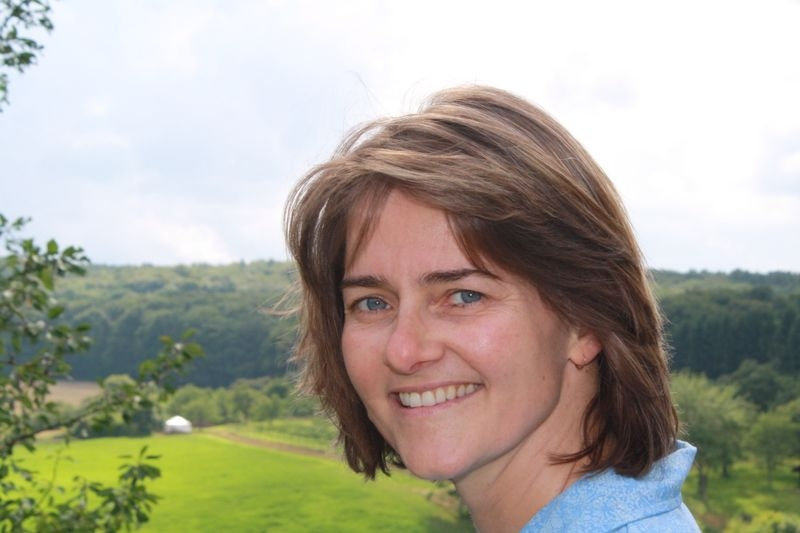
Annette Klussmann-Kolb 2014

Annette Klussmann-Kolb (* 29. Dezember 1969 in Tönning) ist eine deutsche Biologin. Bis 2014 war sie Professorin an der Johann Wolfgang Goethe-Universität Frankfurt am Main, seitdem arbeitet sie als Wissenschaftscoach.

## Leben
Klussmann-Kolb erwarb 1995 an der Universität Bielefeld das Diplom in Biologie und 1999 an der Universität Bielefeld den Dr. rer. nat. mit einer Promotionsarbeit über den Feinaufbau von Eigelegen und vom Genitaltrakt von Opisthobranchia (Hinterkiemerschnecken). Als Postdoktorandin arbeitete sie mit einem Forschungsstipendium der Deutschen Forschungsgemeinschaft (DFG) an der Johannes Gutenberg-Universität Mainz und an der James Cook University in Townsville, Australien.
2002 übernahm sie eine Juniorprofessur an der Johann Wolfgang Goethe-Universität Frankfurt am Main, 2009 die Professur für Phylogenie und Systematik der Tiere. Seit 2008 forschte sie zusätzlich im Biodiversität und Klima Forschungszentrum (BiK-F) in Frankfurt am Main; seit Oktober 2012 ist sie Visiting professor der Mbarara University of Science and Technology in Mbarara, Uganda. Für ihre Lehrleistung wurde sie 2008 mit dem 1822-Universitätspreis für exzellente Lehre der Goethe-Universität Frankfurt am Main ausgezeichnet.
Seit 2014 ist Klussmann-Kolb in eigenem Unternehmen als Wissenschaftscoach tätig. Hier bietet sie Beratung und Training insbesondere für Akademiker an, die eine Hochschulkarriere anstreben. Seit 2015 arbeitet sie zusätzlich im Stab „Wissenschaftskoordination“ der Senckenberg Gesellschaft für Naturforschung in Frankfurt.

## Wissenschaftliches Wirken
Klussmann-Kolb rekonstruierte anhand molekularer und morphologischer Merkmale phylogenetische Verwandtschaftsverhältnisse bei den Weichtieren (Mollusca). Ferner untersuchte sie am Beispiel der Weichtiere, ob Klimaveränderungen in erdgeschichtlicher Vergangenheit einen Einfluss auf die Entwicklung der Biodiversität hatten und ob bestimmte Merkmalskomplexe die Radiation von Weichtieren gefördert haben.
Klussmann-Kolb war Erstbeschreiberin von Siphopteron leah und Enopteron heikeae aus der Familie der Gastropteridae.

## Schriften
- G. D. Brodie, A. Klussmann-Kolb, T. M. Gosliner: Anatomy and histology of a new species of Enotepteron (Cephalaspidea: Gastropteridae) from tropical northeastern Australia. In: The Veliger. Band 44, Nr. 4, 2001, S. 362–369.
- A. Klussmann-Kolb: Comparative investigation of the genital systems in the Opisthobranchia (Mollusca, Gastropoda) with special emphasis on the nidamental glandular system. In: Zoomorphology. Band 120, 2001, S. 215–235.
- A. Klussmann-Kolb, A. Klussmann: A new species of Gastropteridae (Opisthobranchia, Cephalaspidea) from tropical northeastern Australia. In: Zootaxa. Band 156, 2003, S. 1–12.
- A. Klussmann-Kolb: Phylogeny of the Aplysiidae (Mollusca, Gastropoda)with new aspects of the evolution of seahares. In: Zoologica Scripta. Band 33, 2004, S. 439–462.
- A. Klussmann-Kolb, A. Dinapoli: Systematic position of the pelagic Thecosomata and Gymnosomata within Opisthobranchia (Mollusca, Gastropoda) – revival of the Pteropoda. In: Journal of Zoological Systematics and Evolutionary Research. Band 44, 2006, S. 118–129.
- T. Wollesen, A. Wanninger, A. Klussmann-Kolb: The neurogenesis of the cephalic sensory organs of Aplysia californica. In: Cell and Tissue Research. Band 330, 2007, S. 361–379.
- A. Klussmann-Kolb, A. Dinapoli, K. Kuhn, B. Streit, C. Albrecht: From sea to land and beyond – New insights into the evolution of euthyneuran Gastropoda (Mollusca). In: BMC Evolutionary Biology. Band 8, 2008, S. 57. (biomedcentral.com, open access)
- A. Dinapoli, A. Klussmann-Kolb: The long way to diversity – Phylogeny and evolution of the Heterobranchia (Mollusca: Gastropoda). In: Molecular Phylogenetics and Evolution. Band 55, Nr. 1, 2010, S. 60–76.
- A. M. Weigand, M. Pfenninger, A. Jochum, A. Klussmann-Kolb: Alpine Crossroads or Origin of Genetic Diversity? Comparative Phylogeography of Two Sympatric Microgastropod Species. In: PLoS ONE. Band 7, Nr. 5, 2012, S. e37089. (plosone.org open access)